# Орехово (Болгарія)
О́рехово (болг. Орехово) — село в Смолянській області Болгарії. Входить до складу общини Чепеларе.

## Населення
За даними перепису населення 2011 року у селі проживали 188 осіб, усі — болгари.
Розподіл населення за віком у 2011 році:
Динаміка населення: